# Edo Ophof
Edo Ophof (ur. 21 maja 1959 w Rhenen) – piłkarz holenderski, występujący na pozycji obrońcy.
W latach 1981–1985 rozegrał 15 meczów w reprezentacji Holandii i strzelił dla niej 2 gole. Z zespołem AFC Ajax trzykrotnie zdobył mistrzostwo Holandii (1982, 1983, 1985), trzykrotnie puchar tego kraju (1983, 1986, 1987) i jeden raz Puchar Zdobywców Pucharów (1987).